# اسلواکی
اِسلُواکی 
(به اسلواکی: Slovensko) با نام رسمی جمهوری اسلواک 
(به اسلواکی: Slovenská republika) کشوری محصور در خشکی در اروپای مرکزی است. جمعیت آن حدود ۵٫۴ میلیون نفر و پایتخت آن براتیسلاوا است. شهر براتیسلاوا حدود ۴۱۳ هزار نفر جمعیت دارد. واحد پول این کشور یورو است. زبان رسمی آن زبان اسلوواک (به اسلوواک:slovenčina، اسلووِنچینا؛ یا slovenský jazyk، اسلووِنسکی یازیک) است که یک زبان هندواروپایی و از خانواده زبان‌های اسلاوی است. در اول ژانویه سال ۱۹۹۳ حدود ۲ سال پس از فروپاشی اتحاد جماهیر شوروی، اسلواکی با جدایی از جمهوری چک کنونی که روی هم رفته، کشوری به نام چکسلواکی را تشکیل می‌دادند مستقل شد. جمهوری چک نیز استقلال یافت.
این کشور از غرب با جمهوری چک و اتریش، از شمال با لهستان، از شرق با اوکراین و از جنوب با مجارستان هم‌مرز است.
تاریخ استقلال این کشور ۱ ژانویه ۱۹۹۳، از چکسلواکی است. اسلواکی در سال ۲۰۰۴ به اتحادیه اروپا و در ۱ ژانویه ۲۰۰۹ به منطقه یورو پیوست. اسلواکی همچنین عضوی از منطقه شنگن، سازمان تجارت جهانی، سازمان همکاری اقتصادی و توسعه و سازمان ملل متحد می‌باشد.
اسلواکی به همراه اسلوونی، استونی، لتونی و لیتوانی تنها کشورهای کمونیست سابق هستند که اکنون هم‌زمان عضو اتحادیه اروپا، منطقه یورو، منطقه شنگن، و سازمان ناتو می‌باشند.
حدود ۸۱ درصد از جمعیت این کشور از اسلواکی‌تباران، ۸٫۵ درصد از مجاری‌تباران و دو درصد از مردمان روما (کولیان) تشکیل شده است.
حدود ۷۷ درصد مردم مسیحی شاخه کاتولیک هستند. حدود ۱۳ درصد از مردم اسلواکی بی‌دین هستند و حدود ۱۰ درصد نیز در نظرسنجی‌ها دین و باور خود را اعلام نکرده‌اند.

## تاریخ
مردمان قوم اسلاو در سده‌های پنجم و ششم میلادی به منطقه اسلواکی رسیدند و این منطقه در دورانی از تاریخ جزئی از امپراتوری سامو بود که نخستین واحد سیاسی اسلاوها به‌شمار می‌آید.
تا سال ۱۹۱۸، اسلواکی بخشی از کشور اتریش-مجارستان بود و در بخش مجاری قرار داشت.
اسلواکی از ۱۹۱۸–۱۹۳۹ بخشی از چکسلواکی شد که بعد از جنگ جهانی اول تشکیل شده بود. اسلواکی در دوره ۱۹۳۹–۱۹۴۵ تحت نام جمهوری اسلواکی رسماً کشوری مستقل بود، اما در عمل، از مناطق اقماری آلمان نازی بود. از ۱۹۴۵–۱۹۹۲ اسلواکی دوباره بخشی از چکسلواکی شد.
در تاریخ ۱۰ اوت سال ۱۹۶۸ نیروهای ارتش شوروی که در آن مجارها نیز عضویت داشتند وارد خاک اسلواکی (که در آن زمان چکسلواکی، متشکل از دو کشور چک و اسلواکی بود) شدند و به دوره‌ای از اصلاحات موسوم به بهار پراگ در این کشور خاتمه دادند.

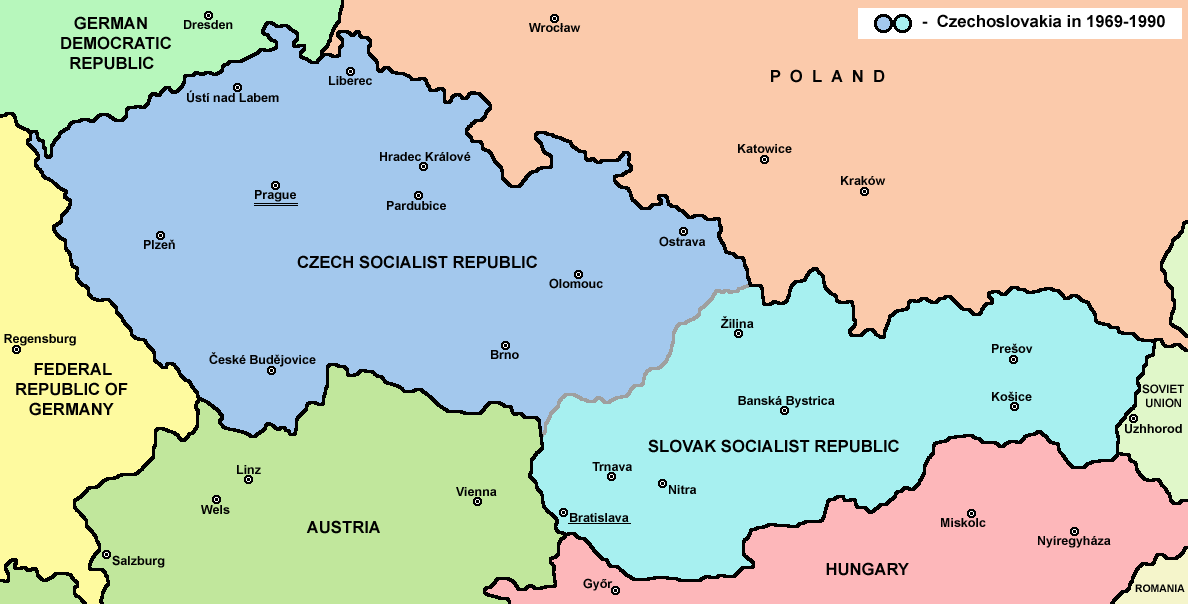
تجزیه چکسلواکی به دو کشور چک و اسلواکی در سده بیستم میلادی

در ۱ ژانویه ۱۹۹۳، چکسلواکی به دو کشور جمهوری چک و اسلواکی تقسیم شد. از ۱ مه سال ۲۰۰۴، اسلواکی یکی از کشورهای عضو اتحادیه اروپا است. مردم این کشور در ۱۸ ماه مه ۲۰۰۳ در یک همه‌پرسی به پیوستن به این اتحادیه رای مثبت داده‌بودند.
یک ماه پیش از پیوستن به اتحادیه اروپا، اسلواکی در ۲۹ مارس ۲۰۰۴، به پیمان آتلانتیک شمالی، ناتو، پیوست. در تاریخ ۲۱ دسامبر ۲۰۰۷ اسلواکی به حوزه شنگن پیوست که از طریق آن رفت‌وآمد آزاد بین اسلواکی و کشورهای همسایه‌اش، به استثنای اوکراین مجاز شمرده می‌شود.

## جغرافیا
مساحت این کشور: ۴۹۰۳۵ کیلومتر مربع (صد و بیست و هفتمین کشور جهان) است. 

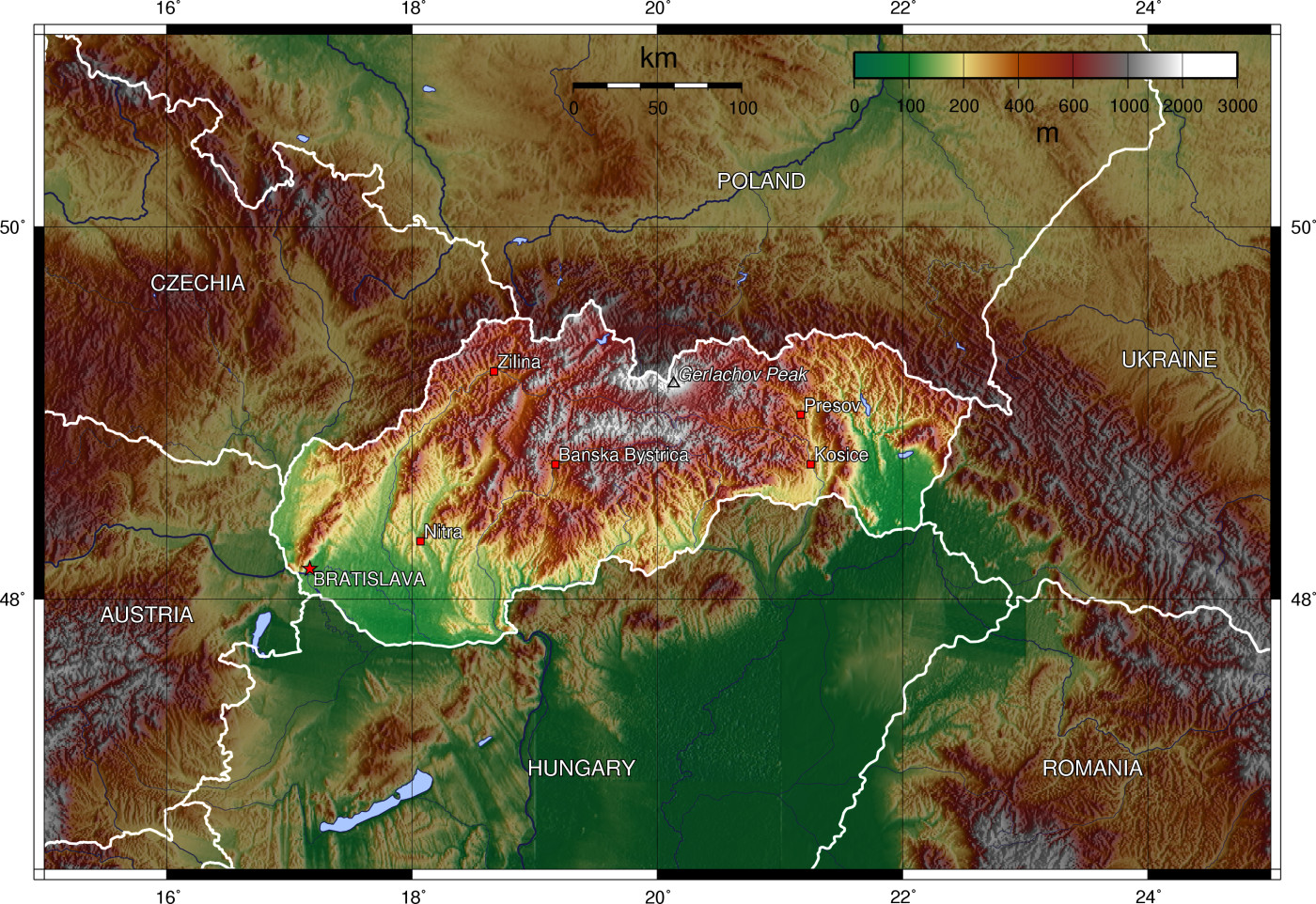
نقشه موضع‌نگاری (توپوگرافی) اسلواکی.

بیشتر سطح اسلواکی با کوهستان‌ها پوشیده شده است و این کوه‌ها همگی جزئی از رشته‌کوه‌های بسکید و کارپات هستند. کوه‌های کارپات بیشتر نیمه شمالی کشور را دربر می‌گیرد. دشت‌های پست اسلواکی تنها در جنوب غربی و منتهی‌الیه جنوب شرقی کشور قرار گرفته‌اند که جزئی از فلات پانونی به‌شمار می‌آیند.
کوه‌های تاترا با ۲۰ قله بلندتر از ۲۵۰۰ متر مرتفع‌ترین بخش از کوهستان کارپات را تشکیل می‌دهند؛ بیشتر مساحت تاترا در خاک اسلواکی قرار گرفته است.
در شمال، نزدیک به مرز لهستان، کوه‌های تاترای علیا قرار دارند که از مناطق محبوب کوهنوردی و اسکی است و بسیاری از دریاچه‌ها و دره‌های خوش‌منظره کشور در این محل قرار گرفته است. بلندترین نقطه اسلواکی، یعنی قله گرلاخ (Gerlachovský štít) که ۲٬۶۵۵ متر ارتفاع دارد و کوه کریوان (Kriváň) که از نمادهای اسلواکی است نیز در همین منطقه واقع شده‌اند.
مهم‌ترین رودهای اسلواکی عبارتند از دانوب، واه و هرون، و هورناد. رود تیسا ۵ کیلومتر از مرز اسلواکی-مجارستان را در بر می‌گیرد.
اسلواکی در میان کوه‌های خود صدها غار دارد که ۱۵ عدد از آن‌ها برای بازدید عموم باز است. پنج غار اسلواکی به نام‌های غار یخی دوبشینسکا، غار دومیتسا، گومباسک، یاسوفسکا، و غار آرگونیتی اوختینسکا در فهرست میراث جهانی یونسکو ثبت شده‌اند.
میانگین دمای سالیانه حدود ۹–۱۰ درجه سانتی‌گراد است. میانگین دمای گرم‌ترین ماه حدود ۲۰ درجه و میانگین دمای سردترین ماه بیشتر از ۳- است. این‌گونه آب و هوا در زاهورسکا نیژنا و پودونایسکا نیژنا دیده می‌شود. آب و هوای غالب پایتخت براتیسلاوا این‌گونه است.
میانگین دمای سالیانه کمتر از ۵ درجه سانتیگراد است. میانگین دمای گرم‌ترین ماه کمتر از ۱۵ درجه و میانگین دمای سردترین ماه کمتر از ۵- است. آب و هوای کوهستانی در کوه‌ها و در برخی روستاها در دره «اوراوا» و «اسپیش» دیده می‌شود.
شهرهای مهم آن کوشیتسه، نیترا، ژیلینا است.
- سراسرنمایی از تاترای علیا
- آبشار روهاچ در تاترای غربی
- قله کریوان (۲۴۹۵ متر)، نمادی بر پول اسلواکی
- قله گرلاخ (۲۶۵۵ متر)، بلندترین قله اسلواکی

## تقسیمات کشوری
| پرشوف کوشیتسه ژیلینا بانسکا بیستریتسا ترنچین نیترا ترناوا براتیسلاوا |

| نام به فارسی           | نام به اسلواکیایی    | مرکز             | جمعیت (۲۰۱۱) |
| ---------------------- | -------------------- | ---------------- | ------------ |
| استان براتیسلاوا       | Bratislavský kraj    | براتیسلاوا       | ۶۰۲٬۴۳۶      |
| استان ترناوا           | Trnavský kraj        | ترناوا           | ۵۵۴٬۷۴۱      |
| استان نیترا            | Nitriansky kraj      | نیترا            | ۶۸۹٬۸۶۷      |
| استان ترنچین           | Trenčiansky kraj     | ترنچین           | ۵۹۴٬۳۲۸      |
| استان بانسکا بیستریتسا | Banskobystrický kraj | بانسکا بیستریتسا | ۶۶۰٬۵۶۳      |
| استان ژیلینا           | Žilinský kraj        | ژیلینا           | ۶۸۸٬۸۵۱      |
| استان کوشیتسه          | Košický kraj         | کوشیتسه          | ۷۹۱٬۷۲۳      |
| استان پرشوف            | Prešovský kraj       | پرشوف            | ۸۱۴٬۵۲۷      |

## اقتصاد
واحد پول این کشور یورو است.

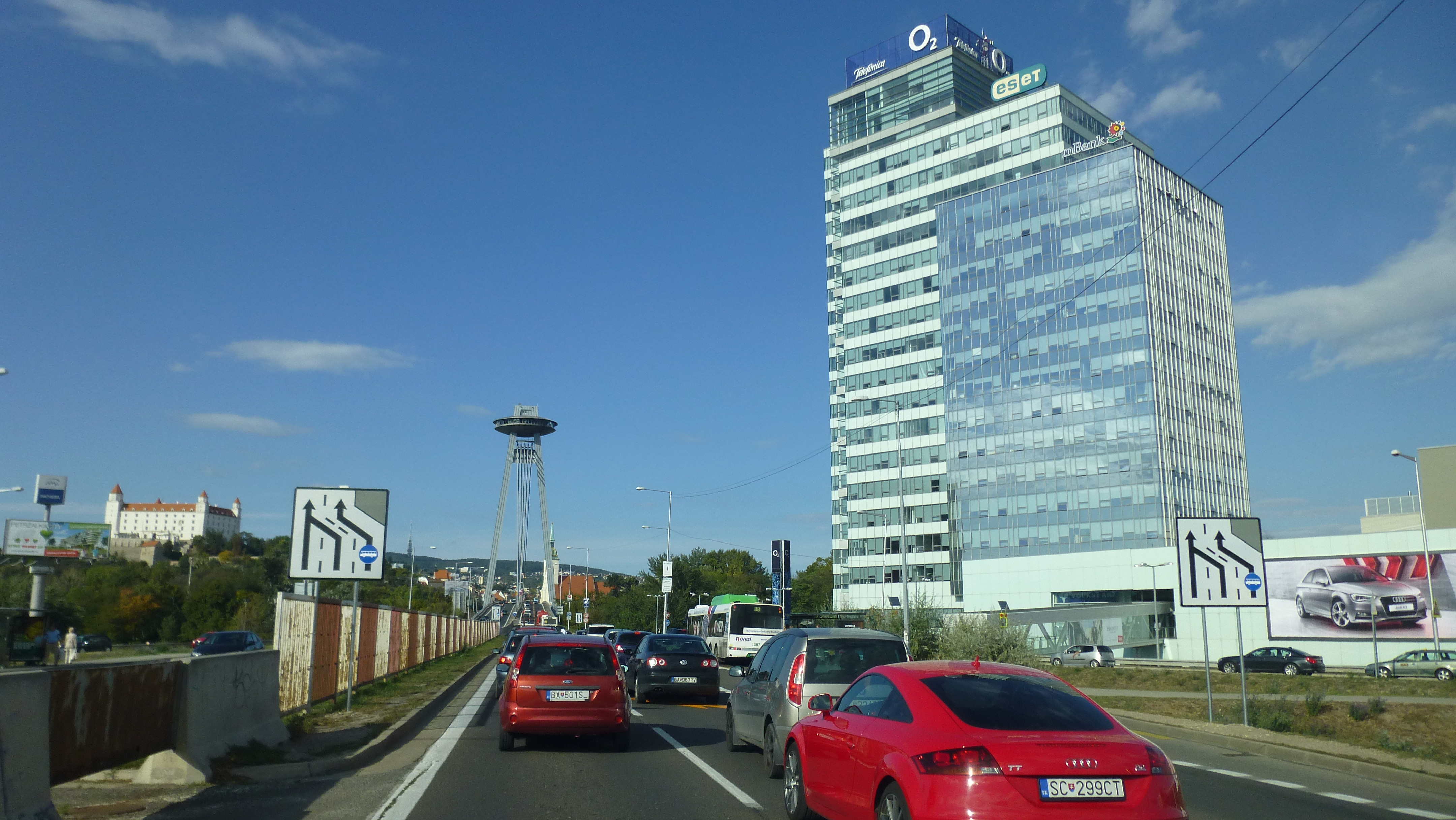
شرکت ایست تولیدکننده آنتی‌ویروس در براتیسلاوا

اقتصاد اسلواکی به تولید و صدور خودرو و وسایل الکترونیکی، به ویژه به آلمان وابسته است و موتور محرکه رشد اقتصادی اسلواکی به‌طور انحصاری تقاضای خارجی است.
منابع طبیعی آن شامل انواع زغال‌سنگ، اوره آهن، مس و منگنز؛ نمک؛ زمین‌های کشاورزی؛ و مقدار کمی نفت و گاز است. مهم‌ترین صنایع آن ماشین‌سازی، صنایع فلزی، صنایع الکتریکی و اپتیک، صنایع نظامی، خودروسازی، نساجی، منابع غذایی و آشامیدنی، شیمیایی، کاغذ و چاپ، صنعت برق، صنایع گاز، سرامیک، و تولید سوخت هسته‌ای است. فراورده‌های کشاورزی اسلواکی جو، سیب زمینی، چغندرقند، رازک، میوه، احشام و خوک، و تولیدات جنگلی است. همچنین بل آمی یکی از بزرگ‌ترین تولیدکننده فیلم‌های پورن در اروپا در اسلواکی واقع شده است.

## سیاست

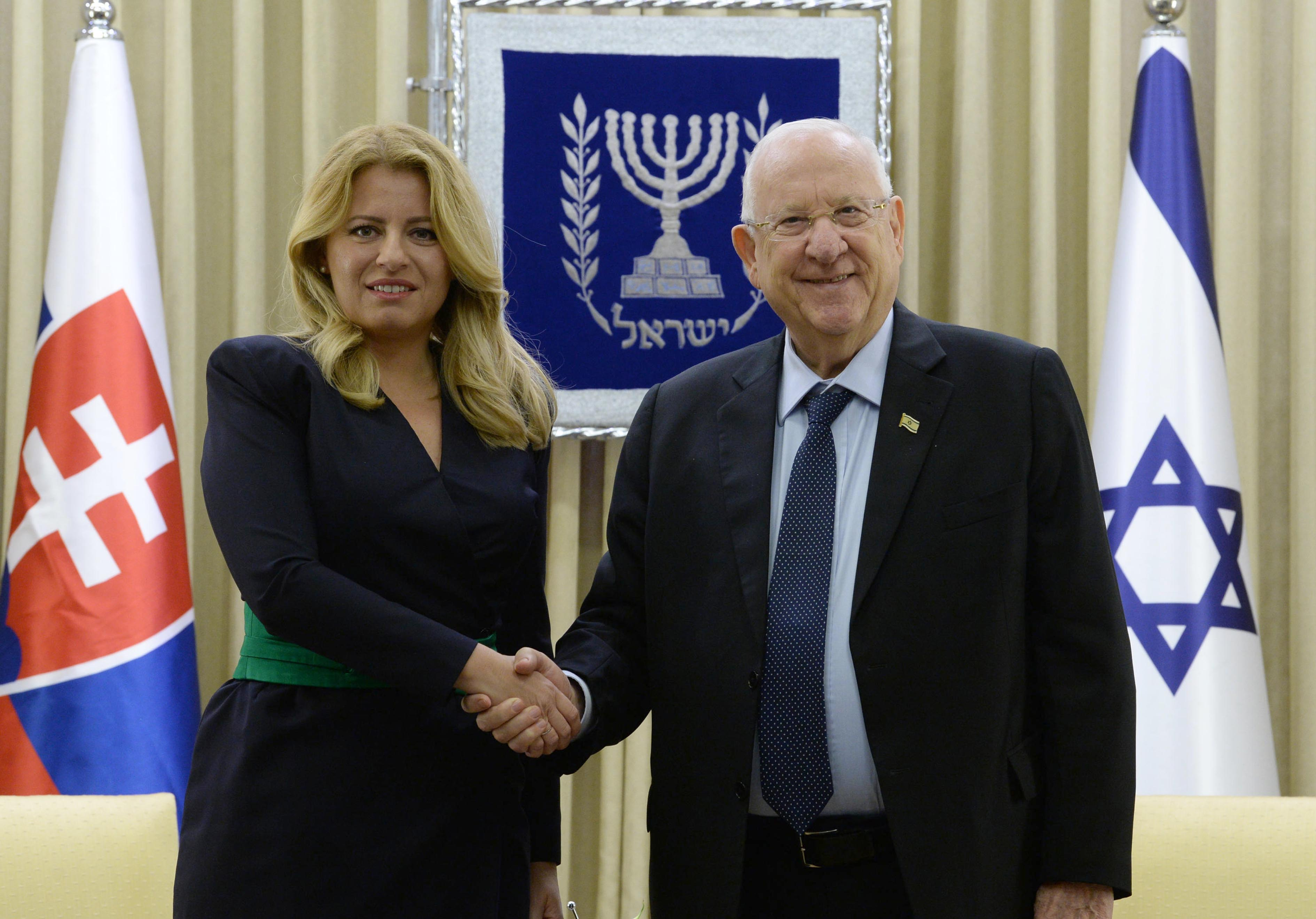
زوزانا چاپوتووا رئیس‌جمهور اسلواکی و رووین ریولین دهمین رئیس‌جمهور اسرائیل

حکومت اسلواکی، جمهوری مبتنی بر دموکراسی پارلمانی است. روز ملی این کشور مصادف با روز تصویب قانون اساسی (تصویب این قانون، شروعی برای استقلال اسلواکی بود) در اول سپتامبر ۱۹۹۲ می‌باشد.
نظام حکومتی اسلواکی جمهوری مبتنی بر دموکراسی پارلمانی است که رئیس‌جمهور، دولت و مجلس سه رکن اصلی آن را تشکیل می‌دهند. مجلس اسلواکی دارای ۱۵۰ کرسی است.
رئیس‌جمهور تا پیش از سال ۹۸ توسط نمایندگان پارلمان انتخاب می‌گردید ولی پس از اصلاح قانون انتخابات این کشور، با آراء مستقیم مردم و به مدت ۴ سال انتخاب می‌شود و مهم‌ترین وظایف رئیس‌جمهور عزل و نصب دولت، انحلال مجلس، عزل و نصب فرماندهان ارتش، عزل و نصب رؤسای دانشگاه‌ها، توشیح مصوبات مجلس می‌باشد.
ایوان گاشپاروویچ (به اسلواکیایی: Ivan Gašparovič) از سال ۱۳۸۳ (۲۰۰۴ میلادی) به مقام رئیس‌جمهوری اسلواکی منصوب شد. او اولین رئیس‌جمهوری است که دو بار به این سمت برگزیده می‌شود.
آندری کیسکا (به اسلواکی: Andrej Kiska) رئیس‌جمهور قبلی جمهوری اسلواکی بود.
طرح اتهام فساد مالی علیه دولتمردان اسلواکی و سوء مدیریت بر بحث‌های انتخاباتی سال ۲۰۱۲ در این کشور سایه انداخت. گفته می‌شود که تعدادی از احزاب سیاسی این کشور تحت کنترل نهادهای امنیتی هستند و گفتگوهای بسیاری از سیاستمداران شنود می‌شود. کنترل‌هایی که از ساختارهای مافیایی گسترده‌ای میان سیاستمداران اسلواکی خبر می‌دهند.

## مردم

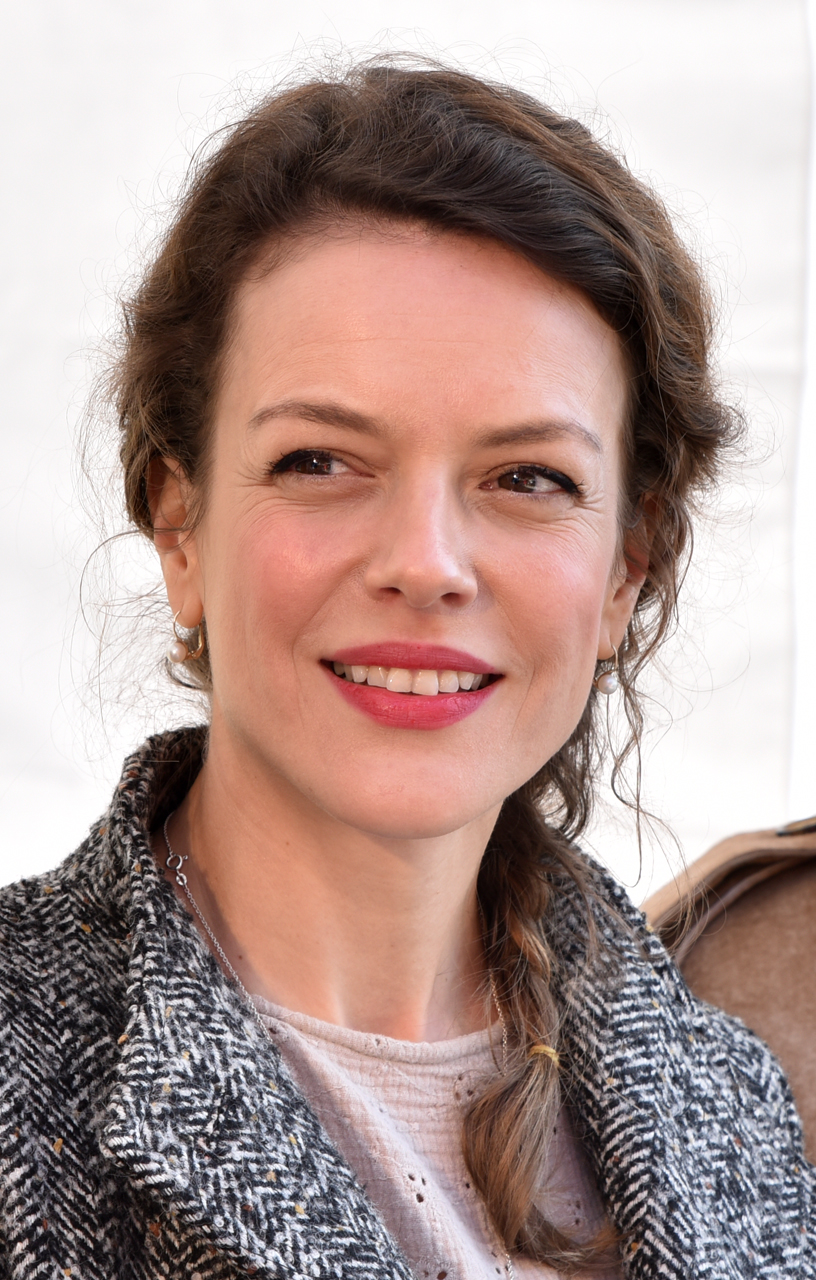
آندره‌آ روژیچکووا بازیگر مشهور اسلواکی

اکثر ساکنان اسلواکی اسلواک هستند. مجارها بزرگ‌ترین اقلیت قومی هستند. (۹٫۵٪) طبق سرشماری ۲۰۰۱ دیگر گروه‌های قومی شامل ۱٫۷ درصد کولی‌ها، ۱ درصد روسین و اوکراینی و نیز ۱٫۸٪ دیگر گروه‌ها بوده است.
زبان این کشور زبان اسلواکیایی است. این زبان به زبان چکی نزدیک است و گویشوران دو زبان همدیگر را می‌فهمند. گویش‌های شرق اسلواکی البته تفاوت بیشتری با چکی و دیگر گویش‌های اسلواکیایی دارند و درک متقابل میان مردم چک‌زبان با گویشوران شرق اسلواکی محدود است.

## فرهنگ
فرهنگ فولکلور اسلواکی در جشنواره فرهنگ عامه ویخودنا (Východná) تجلی می‌یابد. ویخودنا قدیمی‌ترین و بزرگ‌ترین جشنواره سراسری کشور است که هرساله در روستایی به همین نام برگزار می‌شود. بزرگ‌ترین گروه هنرهای مردمی اسلواکی است، که در حفظ سنت فولکلور کشور می‌کوشد «اجتماع هنر مردمی اسلواک» (Slovenský ľudový umelecký kolektív یا به اختصار SĽUK) نام دارد.

نشان ملی اسلواکی از نشان رسمی مجارستان اقتباس شده است.

نمونه‌ای از معماری چوبی قوم اسلواک را می‌شود در روستای ولکولینتس (Vlkolínec) مشاهده کرد که از سال ۱۹۹۳ در فهرست میراث جهانی یونسکو ثبت شده است. قابل توجه‌ترین سازه‌های چوبی کشور کلیساهای چوبی بخش شرقی اسلواکی هستند که به ویژه در منطقه اسپیش (Spiš) قابل مشاهده‌اند.
معروف‌ترین قهرمان اسلواک، که در بسیاری از افسانه‌های محلی از او یاد شده، «یورای یانوشیک» (‎Juraj Jánošík) ‏(۱۶۸۸–۱۷۱۳) نام دارد که معادل اسلواکی رابین هود است و بر پایه افسانه‌ها دارایی‌هایی را از ثروتمندان گرفته و به فقرا می‌داد.
زندگی یانوشیک طی سده بیستم در شمار زیادی از آثار ادبی و بسیاری از فیلم‌ها به تصویر کشیده شده است. یکی از محبوب‌ترین این فیلم‌ها یانوشیک نام دارد که مارتین فریچ آن را در سال ۱۹۳۵ کارگردانی کرده است.
در آشپزی سنتی اسلواکی عمدتاً از گوشت خوک، طیور (بیشتر مرغ و در درجه دوم اردک، غاز و بوقلمون) استفاده می‌شود. آرد، سیب زمینی، کلم، و فراورده‌های لبنی نیز در غذاهای این کشور کاربرد زیادی دارند. آشپزی اسلواکی نسبتاً نزدیک به آشپزی مجاری، چک و اتریشی است. در شرق اسلواکی نیز تأثیر آشپزی اوکراینی و لهستانی دیده می‌شود.
غذای ملی اسلواکی برینجووه هالوشکی (Bryndzové Halušky) نام دارد که از قطعات نان سیب‌زمینی با پنیر گوسفند و کالباس سرخ‌کرده خوک تهیه می‌شود.

## دین

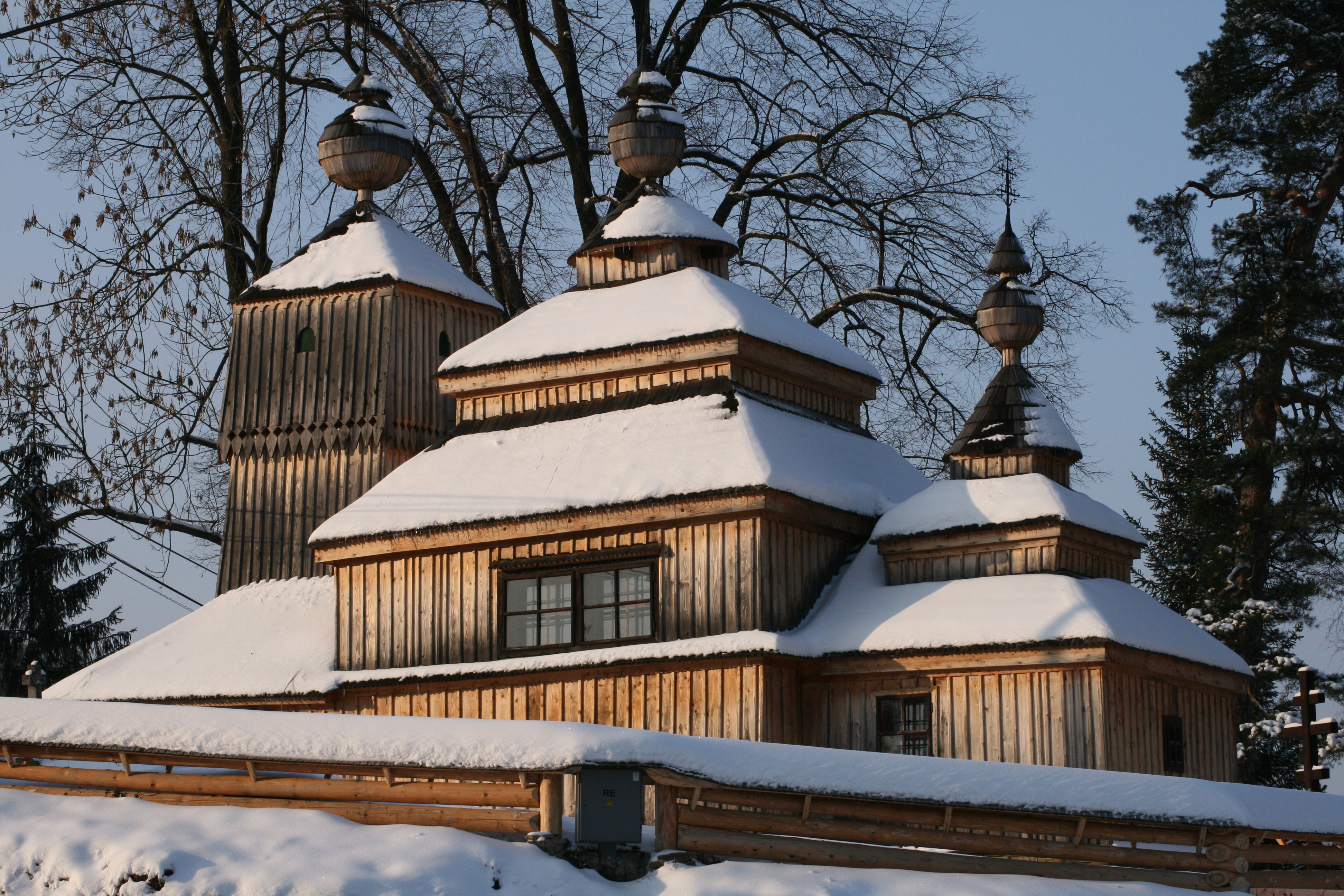
کلیسای چوبی بودروژال، نمونه‌ای از معماری مردمی اسلواک.

قانون اساسی اسلواکی آزادی ادیان را در این کشور تضمین می‌کند. ۶۸/۹٪ مردم این کشور مسیحی کاتولیک هستند. پیش از جنگ جهانی دوم، در این کشور ۹۰٬۰۰۰ یهودی می‌زیستند که از آن‌ها تنها ۲٬۳۰۰ نفر برجا مانده‌اند.